# Clinopodium insulare
Clinopodium insulare là một loài thực vật có hoa trong họ Hoa môi. Loài này được (Candargy) Govaerts mô tả khoa học đầu tiên năm 1999.